# علی دینار
علی دینار ( عربی: علي دينار ; ح. 1856۶ نوامبر ۱۹۱۶) آخرین سلطان دارفور و حاکم از دودمان کایرا بود.
در سال ۱۸۹۸ با افول مهدویان توانست استقلال دارفور را دوباره به دست آورد.

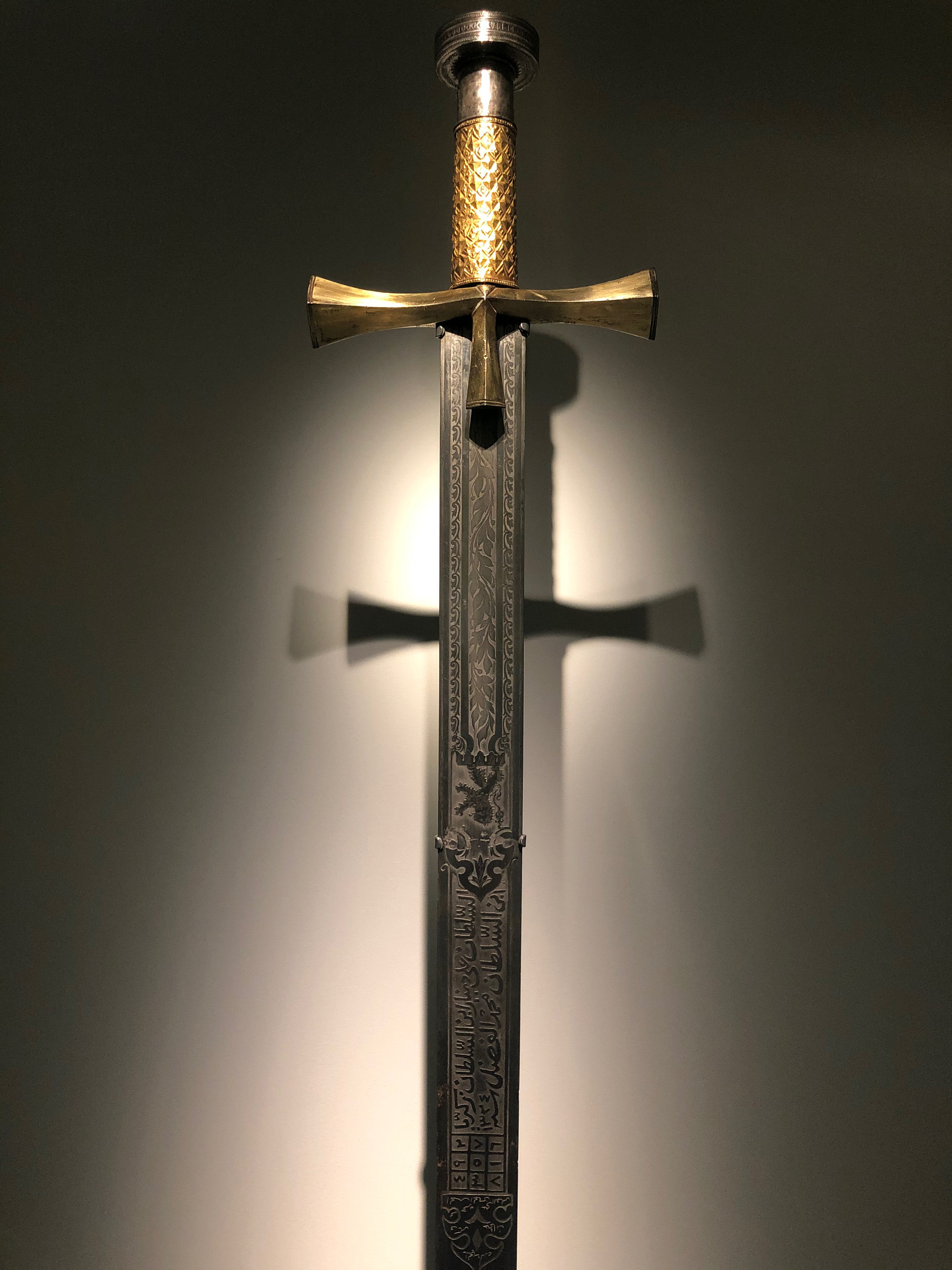
شمشیری متعلق به علی دینار، وارث تاج و تخت سلطنت دارفور. او در عملیات اشغال دارفور در سال ۱۹۱۶ کشته شد و شمشیر در موزه بریتانیا به نمایش گذاشته شد.

شورشی به رهبری او در سال ۱۹۱۵ - در چارچوب حمایت او از امپراتوری عثمانی در طول جنگ جهانی اول - باعث شد تا دولت بریتانیا اشغال دارفور را انجام دهد که در آن او در عملیات کشته شد و پس از آن سلطنتش شد. در سودان مصر و بریتانیا ادغام شد.